# Sviny
Sviny (deutsch Schweinitz) ist eine Gemeinde in Tschechien. Sie liegt fünf Kilometer westlich von Veselí nad Lužnicí in Südböhmen und gehört zum Okres Tábor.

## Geographie

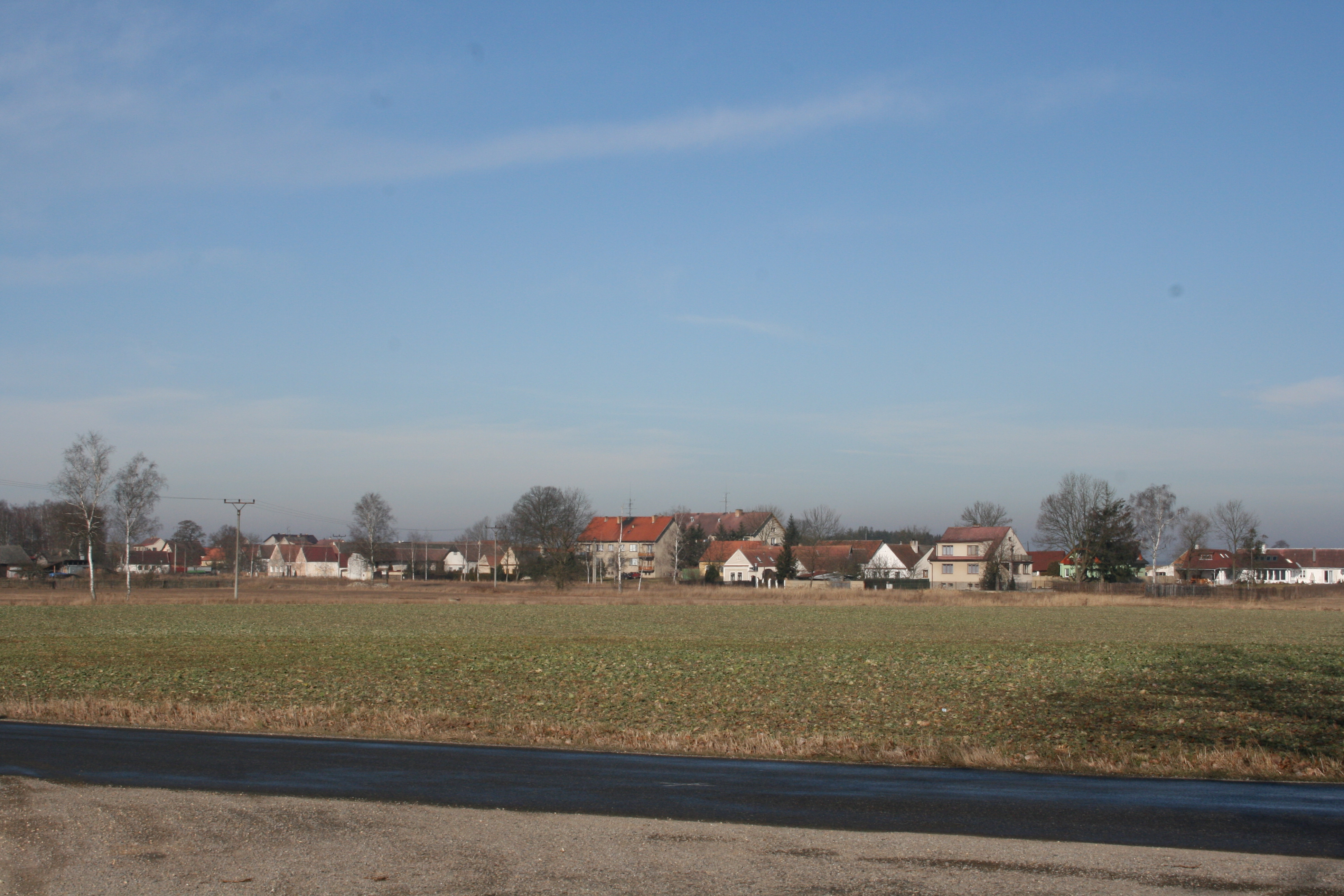
Panorama

Sviny befindet sich am Bach Olešenský potok im Landstrich Soběslavská Blata im Wittingauer Becken. Im Süden erhebt sich die Vrbovice (431 m) und nordwestlich der Panský kopec (434 m). Am südlichen Ortsrand liegen die Fischteiche Velký rybník, Dorotka und Nový rybník.
Nachbarorte sind Borkovický Dvůr und Borkovice im Norden, Dráchov und Žíšov im Nordosten, Veselí nad Lužnicí im Osten, Hamr, Vlkov, Horusice und Kundratice im Südosten, Bošilec und Sedlíkovice im Süden, Dolní Bukovsko im Südwesten, Bzí, Horní Bukovsko und Sobětice im Westen sowie Hartmanice und Mažice im Nordwesten.

## Geschichte
Die erste schriftliche Erwähnung von Sviny erfolgte am 1. April 1354, als Ulrich IV. von Neuhaus das Dorf zusammen mit Zálší, Mažice, Svinky, Vlastiboř und Borkovice an die Rosenberger verkaufte. Peter II. von Rosenberg schenkte 1362 dem Kloster Krumlov 20 Huben in Sviny. Im Rosenberger Urbar von 1379 sind für Sviny 27 Huben aufgeführt. 1556 bestanden in Sviny zwei Kretschen. Nach dem Tode von Peter Wok von Rosenberg fiel die Herrschaft Wittingau 1612 Peter von Schwanberg zu. Dessen Vermögen wurde nach der Schlacht am Weißen Berge wegen seiner Teilnahme am Ständeaufstand von 1618 konfisziert. Es fiel an die Habsburger, die die Gegenreformation durchführten. Während des Dreißigjährigen Krieges erlosch Sviny und wurde danach neu besiedelt. Erzherzog Leopold Wilhelm von Österreich trat 1660 die Herrschaft Wittingau an die Grafen Schwarzenberg ab. Im Jahre 1840 bestand Schweinitz/Swiny aus 50 Häusern mit 410 Einwohnern. Im Ort bestand eine Schule. Pfarrort war Wesely. Bis zur Mitte des 19. Jahrhunderts blieb das Dorf immer der Herrschaft Wittingau untertänig.
Nach der Aufhebung der Patrimonialherrschaften bildete Sviny/Schweinitz ab 1850 mit dem Ortsteil Kundratice eine Gemeinde in der Bezirkshauptmannschaft Třeboň/Wittingau und dem Gerichtsbezirk Veselí nad Lužnicí. Kundratice löste sich 1874 los und bildete eine eigene Gemeinde. 1882 entstand ein neues Schulhaus, heute ist darin der Kindergarten untergebracht. Nach der Aufhebung des Okres Třeboň wurde Sviny 1948 Teil des Okres Soběslav und Kundratice wieder eingemeindet. Der Okres Soběslav wurde 1961 wieder aufgelöst und die Gemeinde dem Okres Tábor zugeordnet. Zum 1. Juli 1980 erfolgte die Eingemeindung von Sviny und Kundratice nach Borkovice. Nach einem Referendum lösten sich beide Dörfer zum 24. November 1990 wieder los und bilden eine eigene Gemeinde.

## Gemeindegliederung
Die Gemeinde Sviny besteht aus den Ortsteilen Kundratice (Kundratitz) und Sviny (Schweinitz).

## Sehenswürdigkeiten

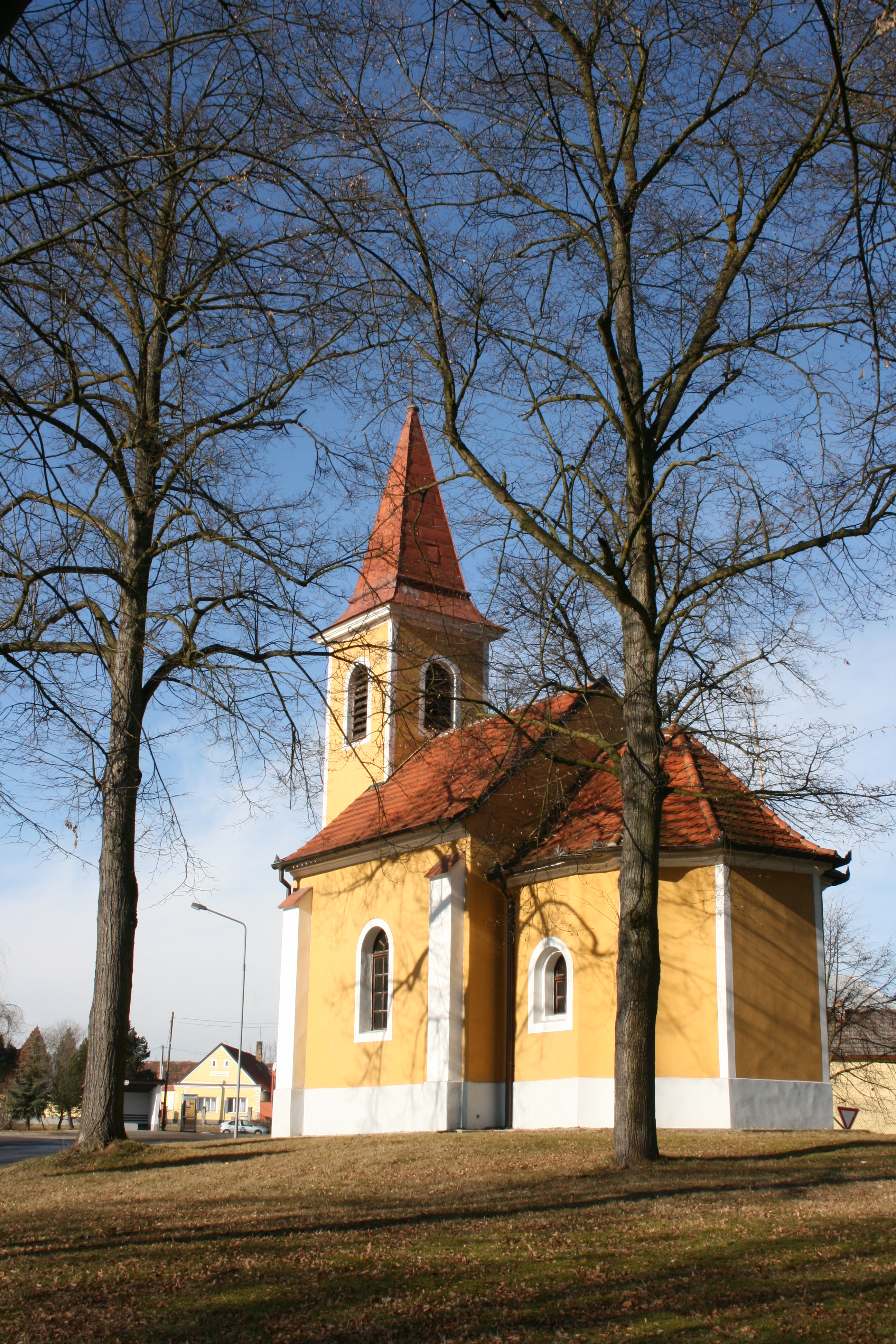
Kapelle auf dem Dorfplatz

- Kapelle auf dem Dorfplatz, sie entstand 1834. Im Jahre 1896 wurde sie erweitert und der Turm angebaut. Im Innern befindet sich eine barocke Figur der Schmerzreichen Mutter Gottes
- Pestfriedhof mit Kapelle und Kreuz aus dem Jahre 1689, außerhalb des Ortes
- Mehrere Gehöfte im Blatastil des südböhmischen Bauernbarocks